# Дмитрах Василь Дмитрович
Васи́ль Дмитро́вич Дми́трах (* 10.8.1929) — український лісівник.

## Життєпис
1952 року закінчив лісоінженерний факультет Львівського лісотехнічного інституту, працював старшим інженером Дрогобицького ліспромгоспу.
1956 року призначений на посаду головного інженера Дрогобицького ліспромгоспу тресту «Станіславліс». 1960-го переведений на посаду начальника відділу лісозаготівель і переробки деревини, Львівське міжобласне управління лісового господарства і лісозаготівель.
З 1964 по 1992 рік працював головним інженером державного лісогосподарського об'єднання «Львівліс». Його трудова діяльність пов'язана з виробництвом у сфері лісозаготівель та переробки деревини. За його керівництва створено комплексні лісові підприємства–лісгоспзаги, де запроваджені новітні технології та техніка.

### Нагороди
- медаль «За трудову доблесть», 1966
- медаль «За доблесну працю», 1970,
- Почесна грамота науково-технічного товариства лісової промисловості і лісового господарства СРСР, 1971
- Почесна грамота Верховної Ради УРСР, 1987.